# Tashi Kang
Der Tashi Kang (andere Schreibweise: Tashikang) ist ein 6386 m hoher Berg im Nordosten des Dhaulagiri Himal, einem Teilgebirge des Himalaya in Nepal. 
Der Tashi Kang befindet sich knapp 22 km nordnordöstlich des Achttausenders Dhaulagiri I. Der Tashi Kang bildet den zweithöchsten Gipfel der Berggruppe Sandache Himal, die im Norden und Westen vom so genannten Hidden Valley begrenzt wird. Im Südosten und Osten verläuft das Flusstal des Kali Gandaki. Ein etwa 6170 m hoher Sattel trennt den Tashi Kang von dem 1,11 km nördlich gelegenen geringfügig höheren Peak Europa (6403 m). Zum 1,94 km ostnordöstlich gelegenen Tasartse (6343 m) führt ein Berggrat. Vom Tashi Kang verläuft nach Süden ein Bergkamm über Dhampus (6012 m) und Tukche Ri (6920 m) bis zum Dhaulagiri I.

## Besteigungsgeschichte
Im Jahr 2002 gelang einer japanischen Expedition die Erstbesteigung des Tashi Kang. Die Aufstiegsroute führte vom Hidden Valley zum Gipfel. Yasue Mogi und Gyalzen Sherpa bestiegen den Gipfel, während die anderen Expeditionsteilnehmer 15 m unterhalb des Gipfels anhielten.
Am 19. April 2003 folgte eine Besteigung des Tashi Kang durch die Schweizerin Angela Beltrame sowie den Deutschen Olaf Köhler, Frank Meutzner, Götz Wiegand und Olaf Zill. Der Aufstieg fand über den Südostgrat statt.
Am 10. Oktober 2003 folgte eine Besteigung durch eine französische Expedition (François Borghese, Frederic Dufau-Joel und Paulo Grobel), die den Berg überquerte (Aufstieg über den Nordgrat, Abstieg über die Ostflanke).